# تابستان بی‌پایان
تابستان بی پایان (انگلیسی: The Endless Summer) یک مستند در سبک ورزشی به کارگردانی بروس براون است که در سال ۱۹۶۶ منتشر شد.

## داستان
این مستند که حاصل تلاش ۱۰ ساله بروس براون می‌باشد در مورد ورزش موج سواری است. بروس دو موج سوار جوان را دنبال می‌کند که سراسر جهان برای پیدا کردن بی نقص‌ترین موج‌ها میگردند.